# Extrême pauvreté

Nombre de personnes vivant dans l'extrême pauvreté de 1820 à 2015.

Le nombre de personnes vivant avec moins de 1,90 $, 3,20 $, 5,50 $ et 10 $ dans le monde de 1981 à 2015.

L'extrême pauvreté est la forme la plus grave de pauvreté, l'Organisation des Nations unies (ONU) la définit comme une « condition caractérisée par une incapacité aigüe à répondre à ses besoins primaires, y compris la faim, l'eau potable, les infrastructures sanitaires, la santé, la sécurité d'un logement, l'éducation et l'information. Elle ne dépend pas que du niveau de revenu mais aussi de l'accès aux services ».
En 2018, l'extrême pauvreté exprime particulièrement un niveau de revenu en dessous du seuil de pauvreté de 1,90 $ par jour (en dollar de 2011) fixé par la Banque mondiale. En octobre 2017, la Banque mondiale a réactualisé le seuil de pauvreté en tant que minimum syndical à 1,90 $ par jour. La très grande majorité des concernés habitent en Asie du Sud et dans l'Afrique subsaharienne. En 2018, il est estimé que le pays le plus concerné par l'extrême pauvreté était le Nigeria, avec 86 millions d'habitants vivant dans l'extrême pauvreté.
Historiquement, une grande part de la population mondiale vivait dans l'extrême pauvreté,. Alors que 80 % de la population vivait dans l'extrême pauvreté en 1800, il y en a moins de 20 % en 2015. Selon les chiffres de l'ONU, en 2015, près de 734 millions de personnes, soit 10 % de la Terre, vivent encore avec moins de 1,90 $ par jour, alors qu'ils étaient 1,9 milliard en 1990, et 1,2 milliard en 2008, soit une baisse de plus d'un milliard de personnes en 15 ans, ce qui représente une avancée significative à l'échelle internationale.
Dans des sondages d'opinion public, les individus interrogés à travers le globe estiment pourtant que l'extrême pauvreté n'a pas reculé.
La baisse de l'extrême pauvreté et de la faim était les premiers des objectifs du millénaire pour le développement de l'ONU posés en 2000. L'objectif était plus particulièrement de diviser par deux le pourcentage d'individus vivant dans l'extrême pauvreté d'ici 2015, ce qui a été accompli en 2010. Dans les objectifs de développement durable, le but est d'en finir avec l'extrême pauvreté une bonne fois pour toutes. La communauté internationale, organisée notamment au sein de l'ONU et la Banque mondiale, espère que l'extrême pauvreté ne sera plus qu'un mauvais souvenir d'ici 2030.

## Définition

### Définition basée sur la consommation

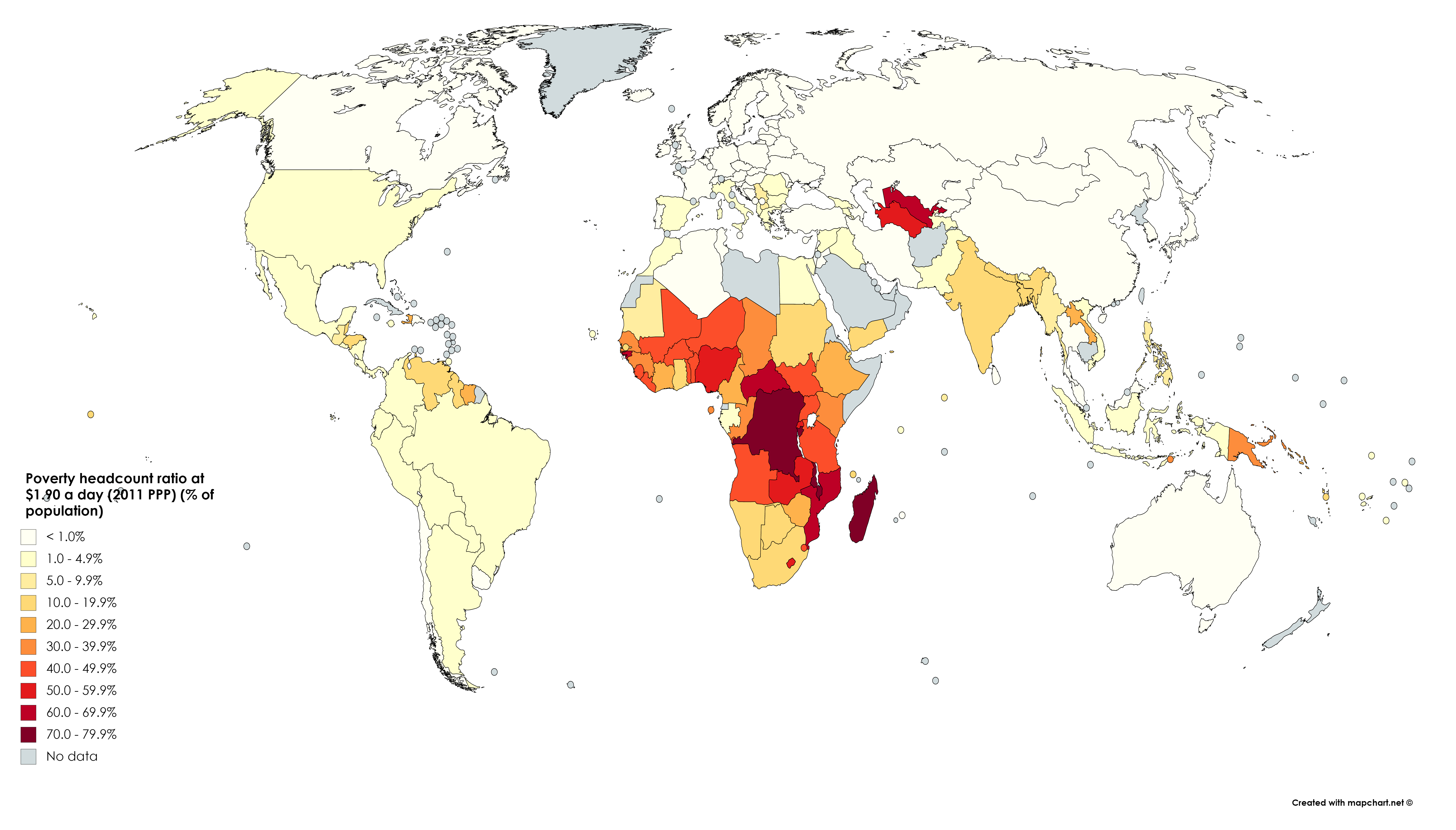
Taux de pauvreté à 1,90$ par jour (en 2011, PPA). Basé sur les chiffres de la Banque mondiale de 1998 à 2018.

L'extrême pauvreté est définie par la communauté internationale comme le fait de vivre en dessous de 1,90$ par jour (en termes de dollars de 2011, soit 2,12$ par jour en termes de dollars de 2018). Ce chiffre, aussi nommé seuil de pauvreté, est parfois réactualisé en prenant compte de l'inflation et des différences du coût de la vie (comprenant la nourriture, les services de santé, les vêtements, le logement). Ce chiffre était originellement défini à 1,00$ par jour en 1996. La dernière réactualisation date de 2015, où la Banque mondiale chiffre le seuil de pauvreté à 1,90$ par jour.

### Définitions alternatives

Part de la population vivant dans la pauvreté multidimensionnelle en 2014.

Le seuil défini à 1,90$ par jour reste le chiffre le plus utilisé puisqu'il permet de rendre compte de ceux vivant dans les conditions de vie les plus extrêmes. Cependant le critère est critiqué sur un certain nombre d'éléments. Ainsi, il ne rend pas compte de si les individus sont proches ou très éloignés du seuil de 1,90$. L'indice de l'écart de pauvreté permet de rendre compte de cette lacune.
De plus, l'indice ne permet que de mesurer l'extrême pauvreté, et non pas la pauvreté relative ni la perception subjective qu'a chaque individu de sa propre relation financière. Il est également possible qu'il manque un certain nombre de données en particulier dans les pays les plus pauvres et les plus vulnérables.
De nombreux autres indices ont été créés dans le but de prendre en compte la malnutrition et l'absence d'accès à l'éducation primaire. L'indice de pauvreté multidimensionnelle (IPM) tente de découper les différents facteurs de pauvreté. Ainsi, alors que 40 % de la population de chacun des deux pays de l'Éthiopie et de l'Ouzbékistan sont considérés vivre sous extrême pauvreté, l'IPM considère que 90 % des éthiopiens et 2 % des uzbékistans vivent sous pauvreté multidimensionnelle.

## Part de la population vivant sous l'extrême pauvreté

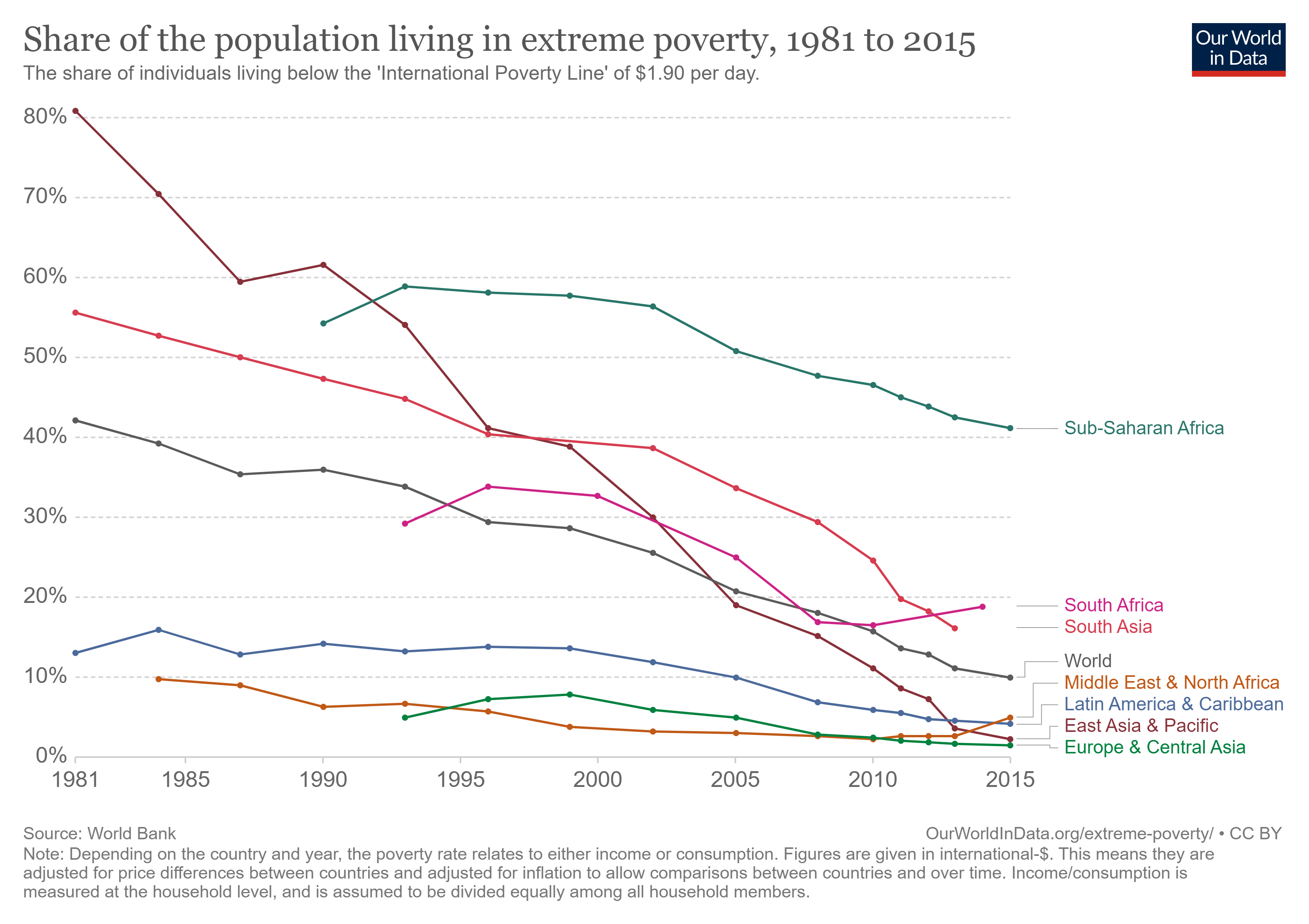
Part de la population vivant dans l'extrême pauvreté, par région.

Part de la population mondiale vivant sous extrême pauvreté, par région (2017)
- Afrique subsaharienne (62,1 %)
- Asie du sud (24,85 %)
- Asie de l'est et Pacifique (4,19 %)
- Moyen Orient et Afrique du Nord (3,47 %)
- Amérique Latine et Caraïbes (3,4 %)
- Pays développés (1,07 %)
- Europe et Asie du centre (0,19 %)

| Région                          | 1990   | 1995   | 2000   | 2005   | 2010   | 2015   | 2017   |
| ------------------------------- | ------ | ------ | ------ | ------ | ------ | ------ | ------ |
| Pays développés                 | 4.06   | 4.99   | 4.7    | 5.48   | 5.28   | 7.91   | 7.45   |
| Amérique latine et Caraïbes     | 66.61  | 64.75  | 65.77  | 54.04  | 35.3   | 22.95  | 23.73  |
| Moyen Orient et Afrique du Nord | 14.8   | 16.49  | 9.95   | 9.6    | 6.86   | 15.74  | 24.16  |
| Asie du sud                     | 557.05 | 550.44 | 564.92 | 533.28 | 425.32 | 230.51 | 173.1  |
| Asie de l'est et Pacifique      | 977.29 | 766.14 | 632.26 | 347.99 | 212.12 | 42.08  | 29.15  |
| Europe et Asie centrale         | 11.51  | 32     | 34.28  | 22.04  | 11.27  | 7.35   | 6.37   |
| Afrique subsaharienne           | 280.95 | 352.76 | 388.27 | 393.57 | 412.49 | 417.6  | 432.5  |
| Total                           | 1,910  | 1,790  | 1,700  | 1,370  | 1,110  | 744.14 | 696.45 |

## Initiatives internationales

### Sommet du millénaire et les objectifs du millénaire pour le développement
En septembre 2000, les dirigeants du monde entier se sont réunis au Sommet du Millénaire à New York, lançant le Projet du Millénaire des Nations unies suggéré par le Secrétaire général des Nations unies de l'époque, Kofi Annan. Avant le lancement de la conférence, le bureau du secrétaire général Annan a publié un rapport intitulé « Nous, les peuples : Le rôle des Nations unies au XXIe siècle ». Dans ce document, aujourd'hui largement connu sous le nom de Rapport du Millénaire, Kofi Annan appelle la communauté internationale à réduire de moitié la proportion de personnes vivant dans l'extrême pauvreté d'ici à 2015, un objectif qui concernerait plus d'un milliard de personnes. Citant la corrélation étroite entre la croissance économique et la réduction de la pauvreté dans les pays pauvres, Kofi Annan a exhorté les dirigeants internationaux à s'attaquer sans discrimination au problème de l'extrême pauvreté dans toutes les régions. La gestion du projet a été confiée à Jeffrey Sachs, un économiste du développement réputé, qui a publié en 2005 un plan d'action intitulé « Investir dans le développement : Un plan pratique pour atteindre les objectifs du Millénaire pour le développement ». Thomas Pogge a critiqué la déclaration du millénaire de 2000, estimant qu'elle était moins ambitieuse qu'une déclaration précédente issue du Sommet mondial de l'alimentation, en raison de l'utilisation de 1990 comme point de référence plutôt que 1996.

## Organismes luttant contre l'extrême pauvreté

### Organismes internationaux

#### Banque mondiale

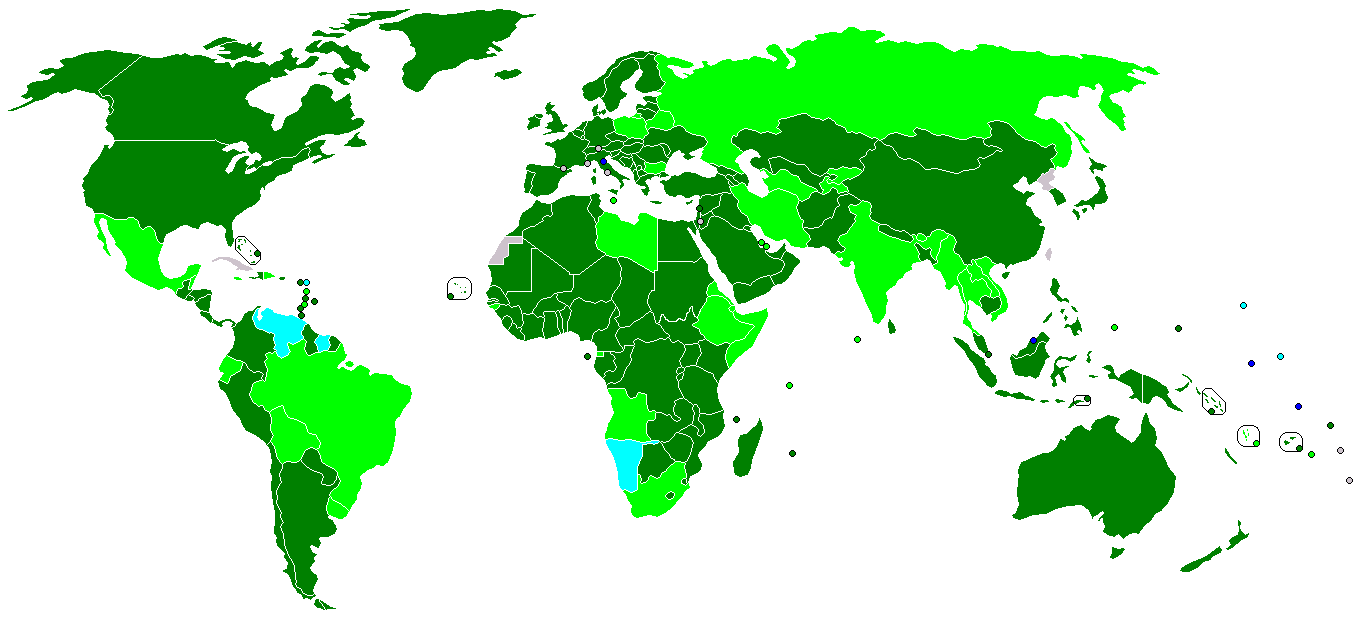
Nations de la Banque mondiale.

Logotype de la Banque mondiale.

En 2013, le Conseil des gouverneurs du Groupe de la Banque mondiale (GBM) a fixé deux objectifs primordiaux que le GBM doit s'engager à respecter à l'avenir. Tout d'abord, mettre fin à l'extrême pauvreté d'ici 2030, un objectif qui fait écho aux sentiments de l'ONU et de l'administration Obama. En outre, le GBM a fixé un objectif intermédiaire de réduction de l'extrême pauvreté à moins de 9 % d'ici 2020. Deuxièmement, il s'agit de se concentrer sur la croissance des 40 % de personnes les plus pauvres, par opposition à la croissance standard du PIB. Cet engagement garantit que la croissance des pays en développement permet de sortir les gens de la pauvreté, plutôt que d'exacerber les inégalités.
L'objectif premier de la Banque mondiale étant d'assurer la croissance économique pour permettre une prospérité équitable, ses programmes de développement sont principalement de nature commerciale, contrairement à ceux de l'ONU. Comme la Banque mondiale reconnaît que de meilleurs emplois se traduisent par des revenus plus élevés et donc par une réduction de la pauvreté, le GBM cherche à soutenir les initiatives de formation à l'emploi, les programmes de développement des petites entreprises et les lois strictes de protection du travail. Toutefois, étant donné que la croissance dans les pays en développement a été en grande partie inéquitable, la Banque mondiale a également commencé à collaborer avec les États clients afin d'identifier les tendances en matière d'inégalité et de proposer des changements de politique publique susceptibles d'uniformiser les règles du jeu.
En outre, la Banque mondiale s'engage dans une série d'initiatives en matière de nutrition, de paiements de transfert et de transport. Les enfants qui souffrent de sous-nutrition de la conception à l'âge de deux ans courent un risque beaucoup plus élevé de handicap physique et mental. Ils sont donc souvent piégés dans la pauvreté et ne peuvent pas contribuer pleinement au développement social et économique de leur communauté à l'âge adulte. Le GBM estime que la sous-nutrition peut faire perdre jusqu'à 3 % du PIB aux pays les plus pauvres. Pour lutter contre la dénutrition, le GBM s'est associé à l'UNICEF et à l'OMS pour veiller à ce que tous les enfants en bas âge soient pleinement nourris. Le GBM offre également des transferts monétaires conditionnels aux ménages pauvres qui remplissent certaines conditions, telles que le maintien des soins de santé des enfants ou l'assiduité à l'école. Enfin, le GBM comprend que l'investissement dans les transports publics et l'amélioration des routes est essentiel pour rompre l'isolement rural, améliorer l'accès aux soins de santé et offrir de meilleures opportunités d'emploi aux pauvres du monde.

#### Organisation des Nations Unies

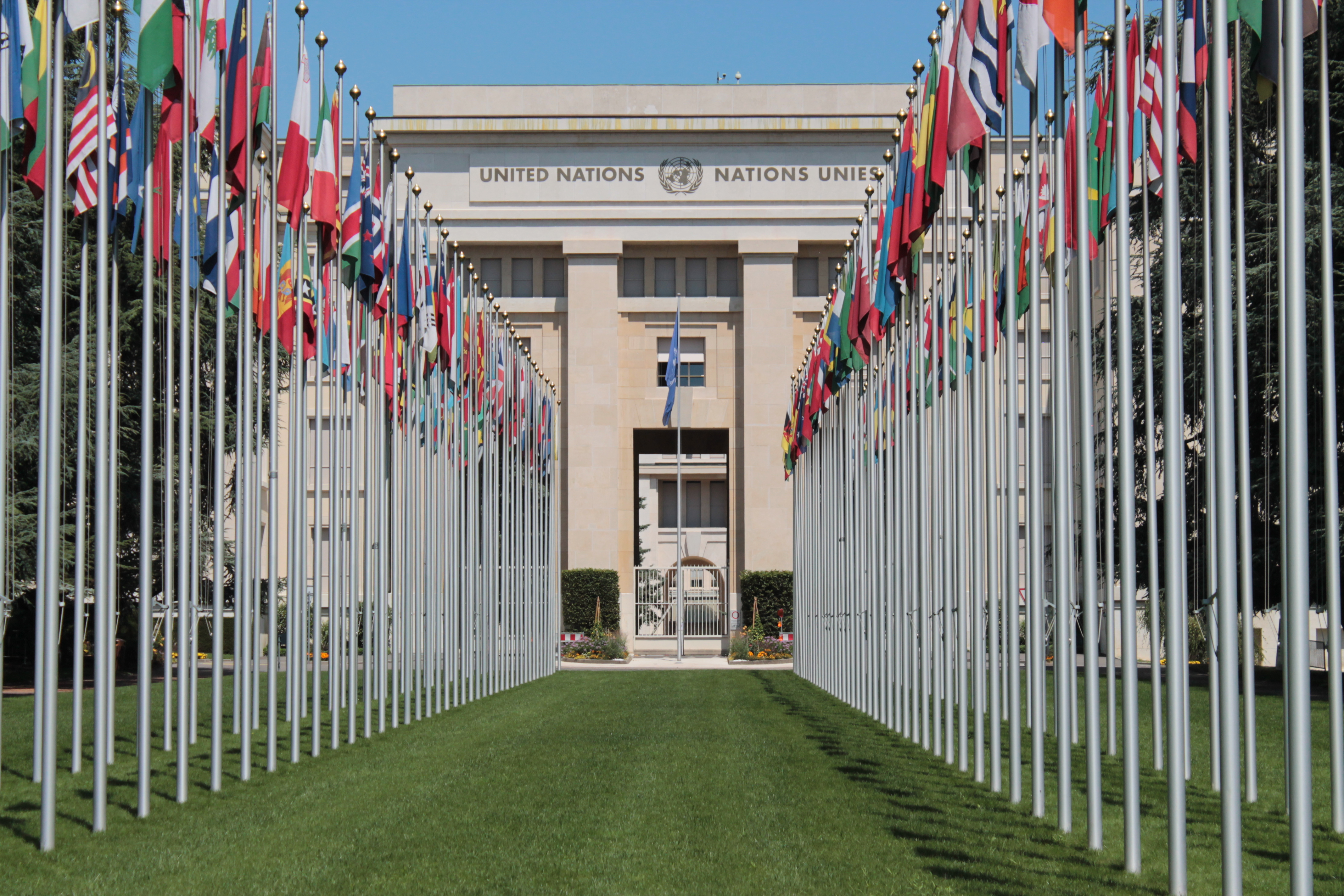
Quartier général de l'ONU à Genève.

Le Bureau de la coordination des affaires humanitaires de l'ONU (BCAH) s'efforce de synchroniser les efforts disparates déployés par les organisations internationales, nationales et non gouvernementales pour lutter contre la pauvreté. Le BCAH cherche à éviter la « confusion » dans les opérations de secours et à faire en sorte que la réponse humanitaire aux situations de catastrophe soit plus responsable et plus prévisible. Pour ce faire, le BCAH a commencé à déployer des coordinateurs humanitaires et des équipes nationales afin de fournir une architecture solide à la communauté internationale.
L'Agence des États-Unis pour le développement international (AEUDI) est la principale agence gouvernementale américaine chargée de mettre fin à l'extrême pauvreté. Actuellement le plus grand donateur bilatéral au monde, les États-Unis acheminent la majorité de leur aide au développement par l'intermédiaire de l'AUEDI et du département d'État américain. Dans son discours de 2013 sur l'état de l'Union, le président Obama a déclaré : « Les États-Unis se joindront à leurs alliés pour éradiquer l'extrême pauvreté au cours des deux prochaines décennies... ce qui est à notre portée ». En réponse à l'appel à l'action de Barack Obama, l'AEUDI a fait de l'éradication de l'extrême pauvreté un élément central de son énoncé de mission. Dans le cadre de son nouveau modèle de développement, l'AEUDI cherche à éradiquer l'extrême pauvreté en recourant à l'innovation dans les domaines de la science et de la technologie, en mettant davantage l'accent sur la prise de décision fondée sur des données probantes et en tirant parti de l'ingéniosité du secteur privé et des citoyens du monde.
L'une des principales initiatives de l'administration Obama est « Power Africa », qui vise à fournir de l'énergie à 20 millions de personnes en Afrique subsaharienne. En s'adressant à leurs partenaires internationaux, qu'ils soient commerciaux ou publics, les États-Unis ont obtenu plus de 14 milliards de dollars d'engagements extérieurs alors qu'ils n'ont investi que 7 milliards de dollars de leur côté. Pour s'assurer que Power Africa atteigne les plus pauvres de la région, l'initiative adopte une approche basée sur les transactions afin de créer un changement systématique. Il s'agit notamment d'étendre l'accès à l'électricité à plus de 20 000 ménages supplémentaires qui en sont déjà privés.
En termes de programmation spécifique, l'AEUDI travaille dans une variété de domaines allant de la prévention de la faim à la réduction du VIH/SIDA, en passant par l'assistance générale en matière de santé et d'aide à la démocratie, ainsi que par le traitement des questions de genre. En ce qui concerne la sécurité alimentaire, qui touche environ 842 millions de personnes (qui se couchent le ventre vide chaque soir), l'AEUDI coordonne l'initiative Feed the Future (FtF). Cette initiative vise à réduire la pauvreté et la sous-nutrition de 20 % sur une période de cinq ans. Grâce au Plan présidentiel d'aide d'urgence à la lutte contre le sida (PEPFAR) et à divers acteurs congruents, l'incidence du sida et du VIH, qui ravageait l'Afrique, a diminué en étendue et en intensité. Grâce au PEPFAR, les États-Unis ont veillé à ce que plus de cinq millions de personnes reçoivent des médicaments antiviraux vitaux, ce qui représente une proportion importante des huit millions de personnes recevant un traitement dans des pays relativement pauvres.
En termes d'assistance sanitaire générale, l'AEUDI s'est efforcée de réduire la mortalité maternelle de 30 %, la mortalité des enfants de moins de cinq ans de 35 % et a atteint une multitude d'autres objectifs. L'AEUDI soutient également toute une série d'initiatives démocratiques, allant de la promotion des droits de l'homme et d'une gouvernance responsable et équitable au soutien d'élections libres et équitables et de l'État de droit. Dans la poursuite de ces objectifs, l'AEUDI a augmenté la participation politique mondiale en formant plus de 9 800 observateurs électoraux nationaux et en fournissant une éducation civique à plus de 6,5 millions de personnes. Depuis 2012, l'Agence a commencé à intégrer des perspectives de genre critiques dans tous les aspects de sa programmation afin de s'assurer que toutes les initiatives de l'AEUDI travaillent à l'élimination des disparités de genre. Pour ce faire, l'AEUDI cherche à accroître la capacité des femmes et des filles à réaliser leurs droits et à déterminer leurs propres résultats dans la vie. En outre, l'AEUDI soutient des programmes supplémentaires visant à améliorer l'accès des femmes aux capitaux et aux marchés, à renforcer leurs compétences dans le domaine de l'agriculture et à soutenir le désir des femmes de posséder une entreprise.

### Organismes non-gouvernementaux
Une multitude d'organisations non gouvernementales opèrent dans le domaine de l'extrême pauvreté, travaillant activement à soulager les plus pauvres de leurs privations. Pour ne citer que quelques organisations notables : Save the Children, Overseas Development Institute, Concern Worldwide, ONE, Trickle Up et Oxfam ont toutes réalisé un travail considérable dans le domaine de l'extrême pauvreté.
Save the Children est la principale organisation internationale qui se consacre à l'aide aux enfants démunis du monde entier. En 2013, Save the Children a touché plus de 143 millions d'enfants par son travail, dont plus de 52 millions directement. Save the Children a également publié récemment son propre rapport intitulé « Getting to Zero », dans lequel elle affirme que la communauté internationale pourrait faire plus que de porter les pauvres du monde à plus de 1,25 dollar par jour.

### Traduction
- (en) Cet article est partiellement ou en totalité issu de l’article de Wikipédia en anglais intitulé « Extreme Poverty » (voir la liste des auteurs).